# Chrysococcyx caprius
El cuclillo didric o cuco didric (Chrysococcyx caprius) es una especie de ave cuculiforme de la familia Cuculidae ampliamente distribuida por el África subsahariana y el sur de Arabia. No se conocen subespecies.

## Características
Común en diferentes hábitats, desde los bosques abiertos hasta la sabana. Este pequeño cuco verde y blanco satinado se alimenta de orugas. Los machos emiten un quejumbroso reclamo "diia-diia-diideiric" cuando se exhiben estremeciendo las alas y desplegando la cola.